# Vexator
Vexator - himmel till helvete (internationell titel Vexator) är en svensk kortfilm från 2002 i regi av Markus Andréasson.

## Handling
Vexator handlar om ett ungt par som är nykära, men de har ett problem: Han vill bestämma. De har precis flyttat ihop och har hela livet framför sig. Sakta börjar han kontrollera henne. Han skyller på att han är svartsjuk. Hon blir ledsen över hur han är men hon försöker samtidigt förstå. Han isolerar henne från släkt och vänner. Hennes självkänsla minskar och hon känner sig alltmera ensam. Hon försöker vara stark och säga ifrån. Då tar han till hot och våld för att utöva sin makt. Han slår henne.

## Om filmen
Filmen är 40 minuter lång. Handlingen är fritt återgiven efter verkliga händelser och producerad i samarbete med Riksorganisationen för kvinnojourer och tjejjourer i Sverige, ROKS.

## Rollista (i urval)
- Linda Santiago - Liv
- Matti Berenett - Vidar
- Liv Mjönes - Veronika
- Stefan Förberg - Fredrik
- Laila Haji - Sabina